# Lipton Corrientes
Lipton Fútbol Club – argentyński klub piłkarski z siedzibą w mieście Corrientes, leżący w prowincji Corrientes.

## Osiągnięcia
- Mistrz prowincjonalnej ligi Liga Correntina de Fútbol (12): 1936 Torneo Honor, 1937 Oficial, 1939 Oficial, 1940 Oficial, 1943 Oficial, 1944 Oficial, 1945 Oficial, 1948 Oficial, 1951 Oficial, 1962 Oficial, 1969 Oficial, 1996 Clausura.

## Historia
Klub założony został 11 listopada 1923 roku i gra obecnie w piątej lidze argentyńskiej Torneo Argentino C.